# Sgùrr nan Eag
A Sgùrr nan Eag (kiejtése: IPA: [s̪kuːᵲ n̴̪an ek]) a skóciai Skye szigetén található csúcs. A Fekete-Cuillin hegyvonulatának legdélebbi munrója, amelyet az északra fekvő Sgùrr Dubh Mòrral együtt szoktak megmászni. A két túra együttes hossza 15 kilométer, 7-11 óra szintidővel.

## Általános információk
A hegy nevének jelentése "a fogazott hegy". A Fekete-Cuillin főgerincének déli részén terül el, a legdélebbi munro, bár tőle még délebbre helyezkedik el a Gars-bheinn csak néhány méterrel alacsonyabb csúcsa. A hegy tetejéről kitűnő kilátás nyílik a délre fekvő szigetekre, mint Canna, Rum és Eigg. A hegy az egyik legalacsonyabb és legkönnyebben megmászható munro a szigeten. A túrázók általában a Sgùrr Dubh Morral együtt szokták teljesíteni, mindkettőt a ghrunndavölgyi-tó (Loch Coir' a' Ghrunnda) medencéjétől közelítik meg. A hegy kevésbé sziklás a tőle északra fekvő csúcsokhoz viszonyítva, de a nyugati oldalán lévő völgy, a Ghrunnda-völgy (Coir' a' Ghrunnda) felkeltette a sziklamászók figyelmét már a 20. század elején.
Sokkal izgalmasabb a Coir' a' Ghrunddán való leereszkedés, amelyet Mr. Colin Phillip, a Coolin tájairól író szerző az összes csodás völgy közül a legvadabbnak és legdurvábbnak tartott. A hatalmas, gleccservájta kőlapok, amelyek a tótól egészen a völgy lábáig terjednek, mindenképpen egyediek. A hegymászónak azonban a Sgumain sziklái alatt kell haladnia, mert akkor a barbár kinézeten túl más emlékei is lesznek a völgyről. [...] A Sgurr nan Eag és a Gars-bheinn gerince keskeny és sziklás, de nincsenek rajta nehéz szakaszok [...].

## A túra leírása
A túra kiindulópontja a Glen Brittle Road végén lévő parkoló, ahonnan a Sgùrr Mhic Choinnich-re vezető ösvény is indul. Keletre indulva az út elér egy kereszteződést, ahol a balra lévő útvonal fut a Lagan-völgybe (Coire Lagan), de itt jobbra, a Ghrunnda-völgybe (Coir' a' Ghrunnda) kell tartani.
A laganvölgyi-folyón (Allt Choire Lagan) való átkelés után az ösvény elhalad a balra lévő Sron na Ciche mellett, amely a Fekete-Cuillin délnyugatra kinyúló mellékgerince. Ennek túlsó oldalán balra kell fordulni, és a Ghrunnda-völgy felé tartani.

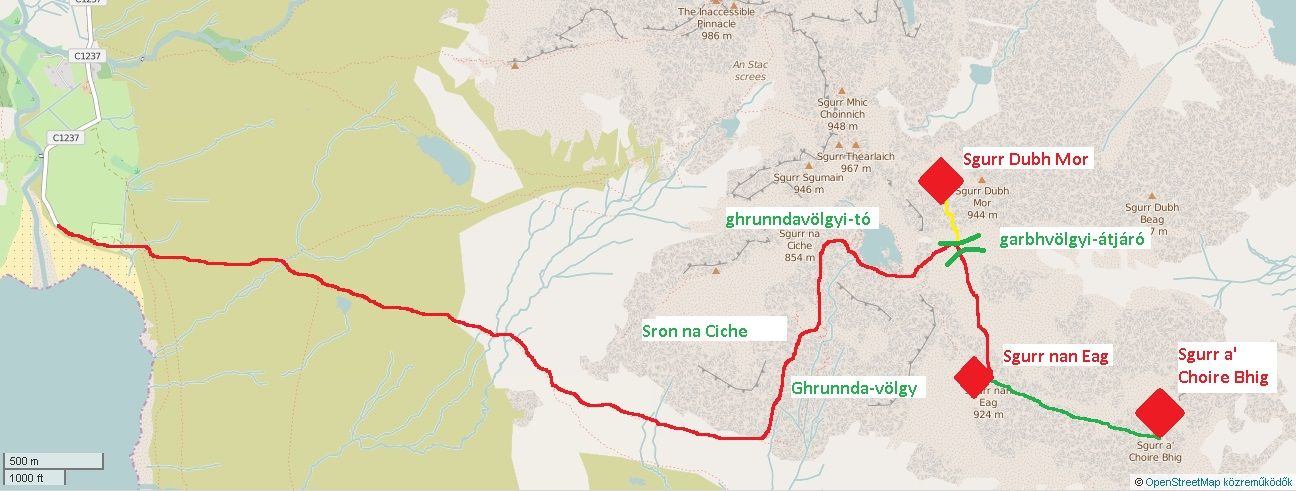
Piros: útvonal a Sgùrr nan Eagre, zöld: kitérő a Gars-bheinn irányába, sárga: útvonal a Sgùrr Dubh Mor tetejére.

A meredek emelkedő megérkezik a ghrunndavölgyi-tó medencéjébe, amely majdnem 700 méteres magasságon fekszik. A tó jobb oldalán kell haladni, vagyis délről megkerülve. Innen nyílegyenesen is lehet menni a Sgùrr nan Eag csúcsa felé, de könnyebb utat jelent a bal kéz felé lévő Caisteal a' Garbh-choire 828 méteres csúcsa. Emellé a garbhvölgyi-átjárónál (Bealach a' Garbh-choire) lehet feljutni, majd a nyergen dél felé haladva a Sgùrr nan Eag is feltűnik. A gerincen haladás némi mászást igényel, de a jobbra lévő omladékon is meg lehet közelíteni.
A csúcsot jelző kőrakás a hosszú gerinc közepén terül el, amelynek déli meghosszabbítása a Sgùrr a' Choire Bhig 875 méteres, valamint a Gars-bheinn 895 méteres csúcsai. Ez utóbbi a Fekete-Cuillin főgerincének legdélebbi kiszögellése, vagyis innen a hegy meredeken a tenger felé kezd zuhanni.